# Décès en 2022
Décès
- 2018
- 2019
- 2020
- 2021
- 2022
- 2023
- 2024
- 2025
- 2026

Cet article présente une liste de personnalités mortes au cours de l'année 2022.
La liste des personnes référencées dans Wikipédia est disponible dans la page de la Catégorie:Décès en 2022

Les mois de l'année font également l'objet de listes spécifiques :

## Décès par mois

### Janvier
- 1er janvier :
  - Pierre Parsus, peintre et illustrateur français.
  - Roger-Xavier Lantéri, journaliste français.
- 2 janvier : 
  - Irma Mico, résistante française.
  - Joan Soler i Amigó, pédagogue et écrivain catalan.
  - Beatrice Mintz, biologiste du développement et embryologiste américaine.

- - Igor Bogdanoff, animateur de télévision et essayiste français.
- 4 janvier : 
  - Joan Copeland, actrice américaine.
  - Valentine Ligny, supercentenaire française.
- 5 janvier : 
  - Olga Orbán-Szabó, fleurettiste roumaine.
  - Mohamed Hilmi, acteur, réalisateur et dramaturge algérien.

- 6 janvier : 

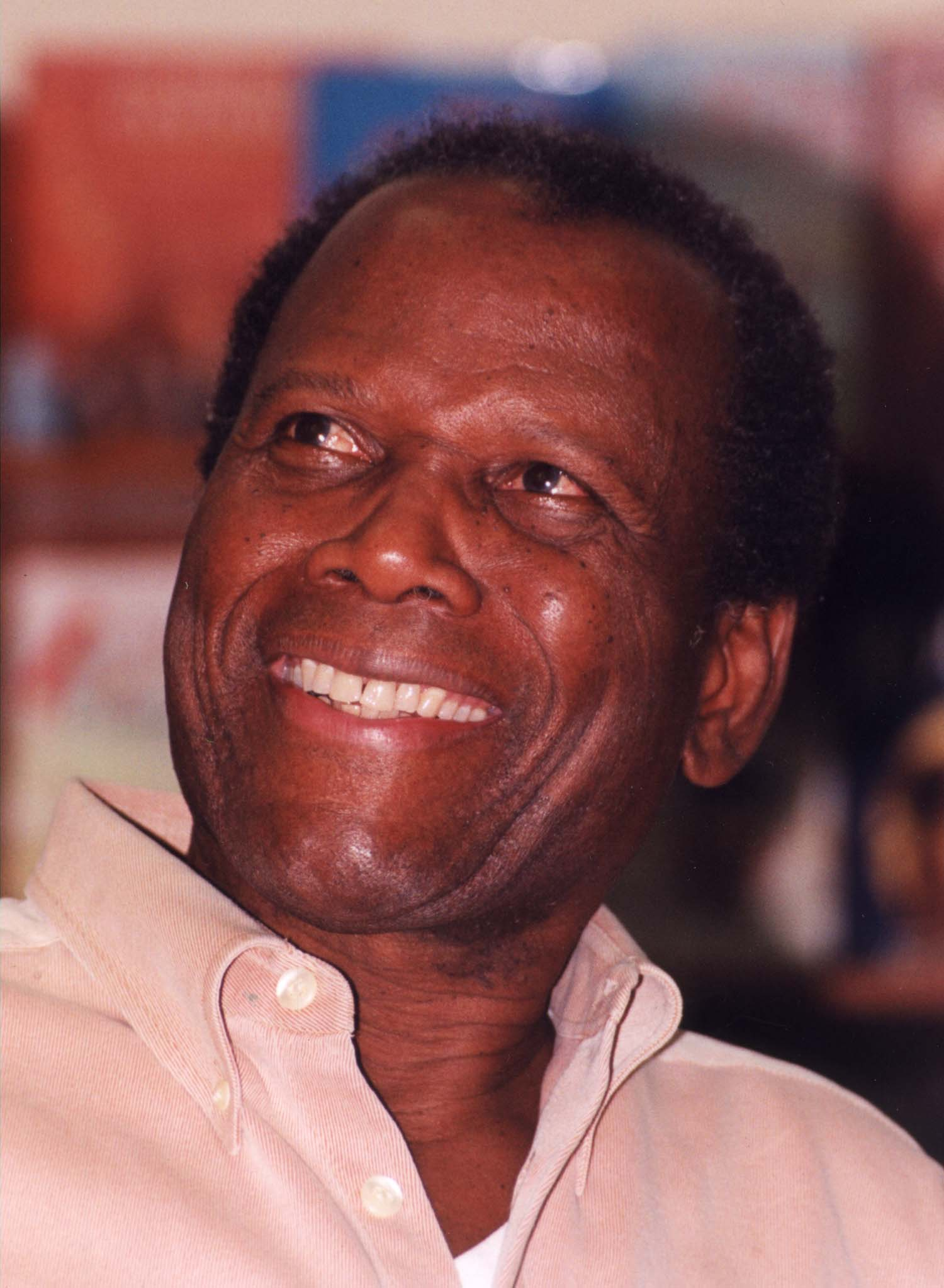
Sidney Poitier.

  - Peter Bogdanovich, cinéaste américain.
  - Francisco Sionil José, écrivain philippin.
  - Sidney Poitier, acteur et réalisateur américano-bahaméen.
- 7 janvier : 
  - Stéphane Blet, pianiste, compositeur et polémiste français.
  - José Évrard, homme politique français.
  - François Perigot, homme d'affaires et syndicaliste français.
- 8 janvier : 
  - Lourdes Castro, artiste peintre portugaise.
  - Nina Rocheva, fondeuse soviétique puis russe.
  - Viktor Mazin, haltérophile soviétique puis kazakh.
  - Charles Debbasch, juriste et personnalité politique française.
- 9 janvier : 
  - Tahani al-Gebali, magistrate égyptienne.
  - Maria Ewing, cantatrice américaine.
  - Dwayne Hickman, acteur américain.
  - Toshiki Kaifu, premier ministre japonais de 1989 à 1991.
  - Bob Saget, humoriste de stand-up, acteur, réalisateur et présentateur de télévision américain.
- 10 janvier : 
  - Margherita de Savoie-Aoste, princesse et Archiduchesse italo-autrichienne.
  - Robert Durst, homme d'affaires et criminel américain.
- 11 janvier : 
  - David Sassoli, journaliste et homme politique italien.
  - Ahmet Çalık, footballeur turc.
- 13 janvier : 
  - Jean-Jacques Beineix, écrivain, scénariste, producteur et réalisateur français.
  - Herbert Achternbusch, cinéaste, écrivain et peintre allemand.

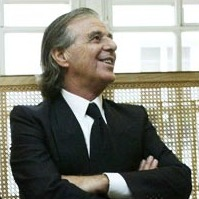
Ricardo Bofill.

- 14 janvier : Ricardo Bofill, architecte espagnol.
- 15 janvier : 
  - Alexa McDonough, personnalité politique canadienne.
  - Nino Cerruti, styliste italien.
  - Michel Ruhl, comédien français.
- 16 janvier :
  - Ibrahim Boubacar Keita, personnalité politique malienne.
  - Charles McGee, pilote de chasse américain.
- 17 janvier : 
  - Benoît Lwamba, magistrat congolais (RDC).
- 18 janvier : 
  - Francisco Gento, footballeur espagnol.
  - Saturnino de la Fuente García, supercentenaire espagnol.
  - Yvette Mimieux, actrice américaine.
- 19 janvier : 
  - Gaspard Ulliel, acteur et mannequin français.

- - Hardy Krüger, acteur allemand.

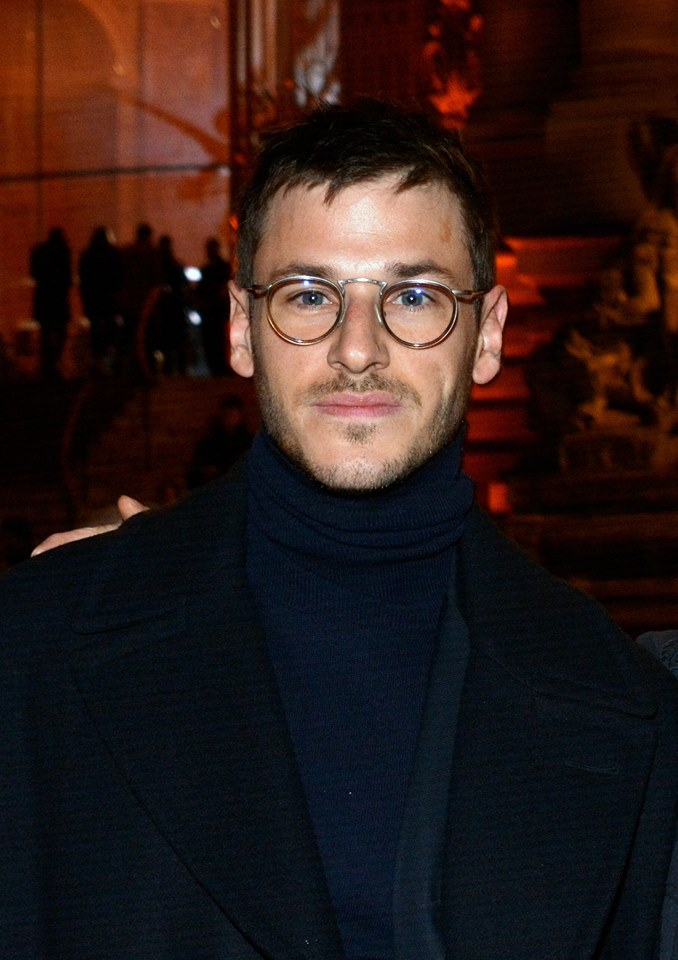
Gaspard Ulliel.

- 20 janvier : Meat Loaf, chanteur de rock et acteur américain.
- 22 janvier : Thích Nhất Hạnh, prêtre bouddhique vietnamien.
- 23 janvier : 
  - Jean-Claude Mézières, dessinateur de bande dessinée français.
  - Thierry Mugler, couturier français.
  - Serge Korber, réalisateur français.
- 24 janvier : Olavo de Carvalho, Philosophe autodidacte, écrivain et essayiste brésilien.
- 25 janvier : Wim Jansen, footballeur néerlandais.
- 27 janvier : René de Obaldia, dramaturge et poète français.
- 28 janvier : Joseph Belmont, homme politique seychellois.
- 29 janvier : Bernard Quilfen, coureur cycliste français et directeur sportif d'équipes cyclistes.
- 30 janvier : Cheslie Kryst, avocate et mannequin américaine.

### Février
- 1er février : Shintarō Ishihara, écrivain et homme politique japonais
- 2 février : Monica Vitti, actrice italienne
- 3 février : Chrístos Sartzetákis, homme d'État grec.
- 6 février : 
  - Lata Mangeshkar, chanteuse, compositrice et productrice indienne.
  - George Crumb, compositeur américain.
- 7 février : Douglas Trumbull, réalisateur américain et créateur d'effets spéciaux.
- 8 février : Luc Montagnier, virologue français, prix Nobel de médecine, co-découvreur du virus du sida.
- 9 février : 
  - Antoine Ier d'Érythrée, Primat de l'Église érythréenne orthodoxe.
  - André Wilms, acteur français.
- 10 février : Manuel Esquivel, homme politique bélizien.
- 11 février : 
  - Maria Antònia Oliver, romancière espagnole.
  - Jean-Marc Piotte, syndicaliste, réalisateur et professeur québécois.
- 12 février : 
  - Mireille Delmas-Marty, professeure française et honoraire au Collège de France.
  - Ivan Reitman, réalisateur canadien.
- 14 février : Borislav Ivkov, joueur d'échecs serbe.
- 15 février : 
  - David Chidgey, personnalité politique britannique, baron Chidgey.
  - Dominique Marcas, actrice française.
- 16 février : Gail Halvorsen, pilote américain de l'US Air force.
- 17 février : Máté Fenyvesi, footballeur hongrois.
- 18 février : Dorothée Gizenga, personnalité politique congolaise.
- 19 février : 
  - Dan Graham, artiste américain.
  - Gary Brooker, musicien britannique.
- 20 février : Abderrahim Berrada, avocat et activiste marocain.
- 21 février : Paul Farmer, médecin et anthropologue américain.
- 22 février : 
  - Mark Lanegan, chanteur de pop rock, membre du groupe Screaming trees de Seattle.
- 24 février : Sally Kellerman, actrice américaine.
- 25 février : Michel Le Royer, acteur français.
- 26 février : 
  - Antonio Seguí, peintre et sculpteur argentin.
  - Snootie Wild, rappeur américain.
- 27 février : 
  - Mariétta Yannákou, femme politique grecque.
  - Ichirō Abe, enseignant de judo du Kōdōkan.
- 28 février : Dominique Paturel, acteur français.

### Mars

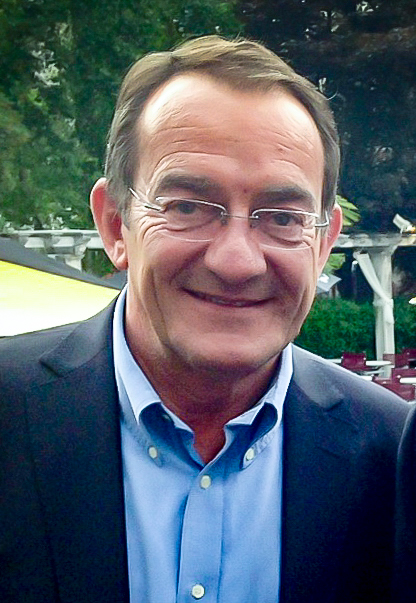
Jean-Pierre Pernaut.

- 2 mars : Jean-Pierre Pernaut, journaliste et présentateur de télévision français.
- 3 mars : Shane Olivea, joueur américain de football américain.
- 4 mars : 
  - Anne Beaumanoir, résistante, Juste parmi les nations, médecin neurophysiologiste et militante française.
  - Shane Warne, joueur de cricket australien.
- 5 mars : Antonio Martino, homme politique italien, ministre des affaires étrangères en 1994, ministre de la défense de 2001 à 2006.
- 6 mars : Luc Laventure, journaliste et réalisateur français.
- 7 mars : 
  - Mia Ikumi, mangaka japonaise.
  - Muhammad Rafiq Tarar, homme d'état pakistanais.
- 8 mars :
  - René Clemencic, compositeur, claveciniste et musicologue autrichien.
  - Grandpa Elliott, musicien américain.
- 10 mars : Jürgen Grabowski, footballeur allemand.
- 11 mars : Traci Braxton, auteur-interprète, présentatrice radio, personnalité de la télévision et philanthrope américaine.
- 12 mars : Alain Krivine, homme politique français.
- 13 mars : William Hurt, acteur et producteur américain.
- 14 mars : Scott Hall, catcheur américain.
- 15 mars :
  - Eugene Parker, astrophysicien américain.
  - Nina Novak, primabalerna, chorégraphe, directrice de ballet et professeure de danse polonaise.
- 16 mars : Kunimitsu Takahashi, pilote de Grand Prix moto et auto japonais.
- 17 mars : Christopher Alexander, anthropologue et architecte anglais d'origine autrichienne.
- 18 mars : Don Young, homme politique américain et représentant des États-Unis pour l'Alaska de 1973 à 2022.
- 20 mars : Reine Wisell, pilote automobile suédois.
- 21 mars : 
  - Soumeylou Boubèye Maïga, homme d'État malien.
  - Yvan Colonna, indépendantiste corse, assassin présumé du préfet Érignac.
- 22 mars : Pierre Papadiamandis, pianiste français et compositeur de Eddy Mitchell.
- 23 mars : Madeleine Albright, femme politique et d'affaires américaine et secrétaire d'État des États-Unis de 1997 à 2001.
- 25 mars : Taylor Hawkins, batteur américain.
- 27 mars : 
  - Aleksandra Zabelina, fleurettiste soviétique.
  - Jean-Louis Faure, acteur français.
- 28 mars : Mira Calix, compositrice, plasticienne sonore et interprète britannique d'origine sud-africaine.
- 30 mars : Tom Parker, chanteur anglais.
- 31 mars : Patrick Demarchelier, photographe français.
- 31 mars : Oleksi Tsibko, joueur et dirigeant de rugby à XV, homme politique ukrainien.

### Avril

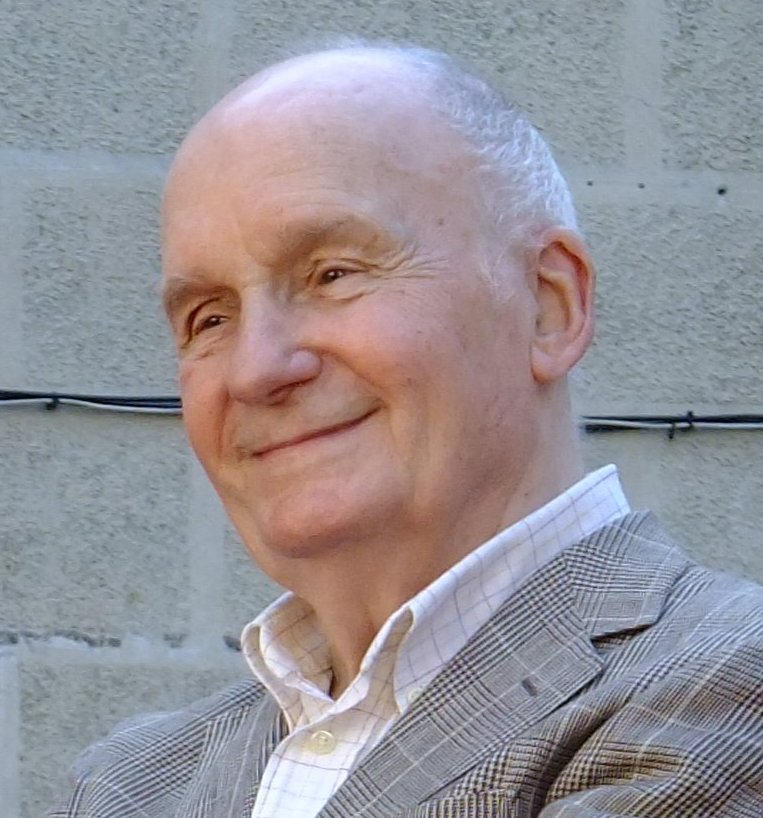
Michel Bouquet.

- 1er avril : Aleksandra Iakovleva, actrice russe.
- 2 avril : Estelle Harris, actrice américaine.
- 4 avril : Gene Shue, Joueur puis entraîneur américain de basket-ball.
- 5 avril : Stanisław Kowalski, supercentenaire polonais.
- 6 avril : Vladimir Jirinovski, homme politique russe.
- 8 avril : Kathryn Hays, actrice américaine.
- 9 avril : 
  - Michel Delebarre, homme politique français.
  - Dwayne Haskins, joueur américain de football américain.
- 10 avril : Chiara Frugoni, médiéviste italienne.
- 12 avril : Gilbert Gottfried, acteur américain.
- 13 avril : Michel Bouquet, acteur français.
- 15 avril :
  - Jean-Paul Fitoussi, économiste français.
  - Michael Bossy, hockeyeur canadien.
- 16 avril : Joachim Streich, footballeur allemand.

- 17 avril :
  - Radu Lupu, pianiste roumain.

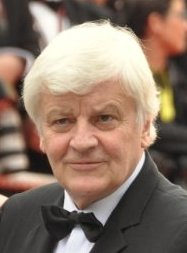
Jacques Perrin.

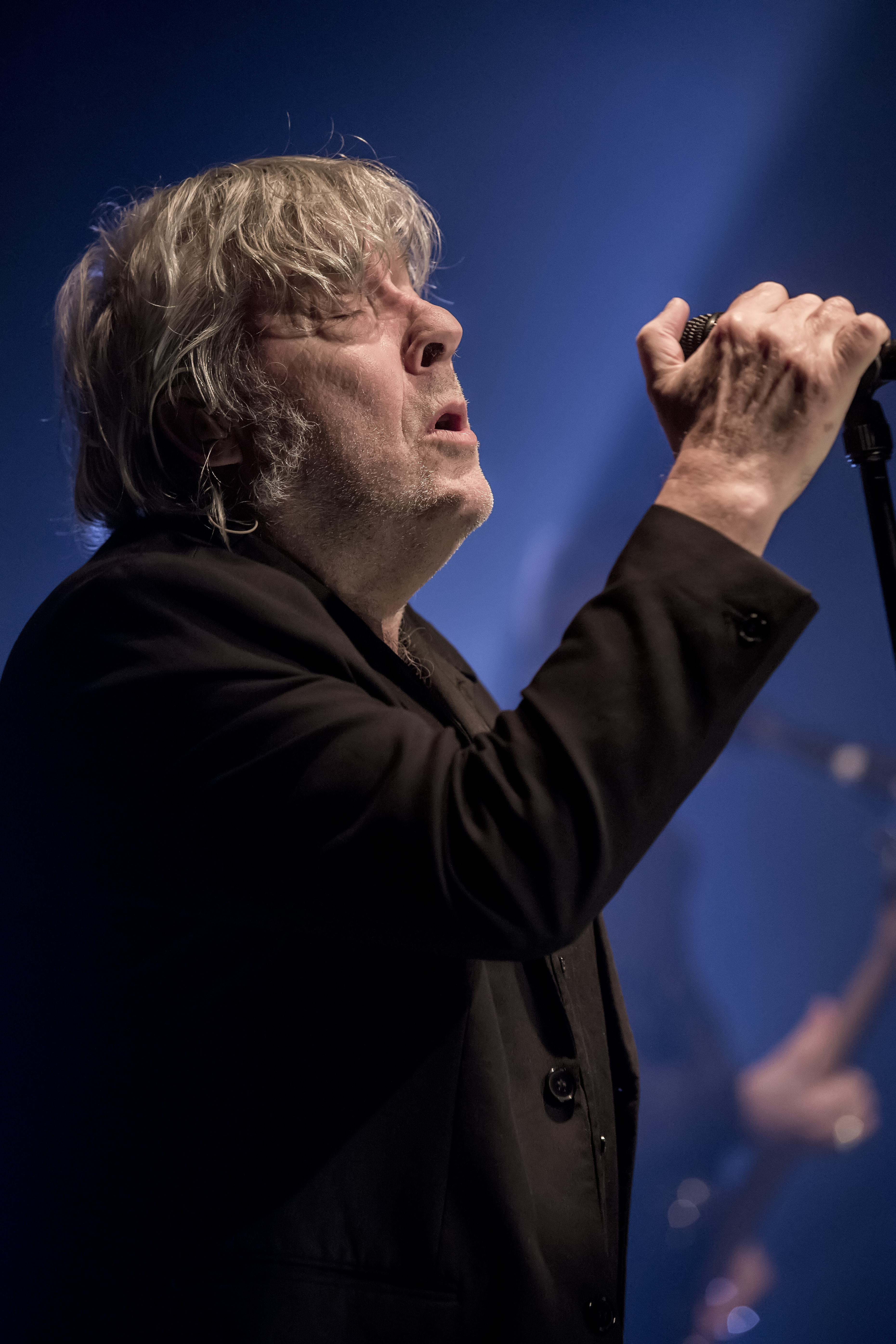
Arno.

  - Paolo Noël (Paul-Emile Noël), chanteur et comédien québécois.
- 18 avril : Nicholas Angelich, pianiste américain.
- 19 avril :
  - Brad Ashford, personnalité politique américaine.
  - Kane Tanaka, supercentenaire japonaise.
- 20 avril : Javier Lozano Barragan, cardinal mexicain, président émérite du Conseil pontifical pour la pastorale des services de la santé.
- 21 avril :
  - Jacques Perrin, acteur français.
  - Mwai Kibaki, homme d'État kényan.
- 22 avril : 
  - Guy Lafleur, joueur canadien de hockey sur glace.
  - Pedrie Wannenburg, joueur sud-africain de rugby à XV.
- 23 avril : Arno, chanteur et acteur belge.
- 27 avril : Bernard Pons, homme politique français.
- 28 avril : Neal Adams, dessinateur américain.
- 30 avril : 
  - Mino Raiola, agent de joueurs de football italien.
  - Ricardo Alarcón, homme politique cubain.

### Mai
- 1er mai : 

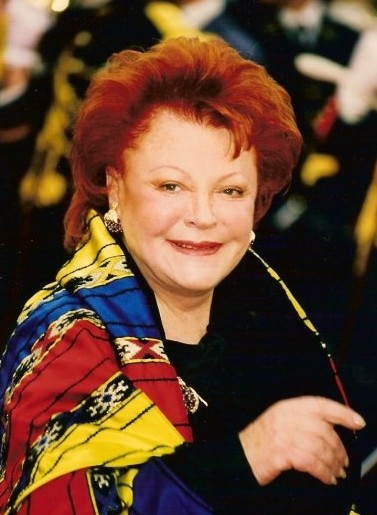
Régine.

  - Régine, femme d'affaires et chanteuse française.
  - Michel Vinaver, écrivain de théâtre français
- 2 mai : Joseph Raz, philosophe israélien.
- 3 mai : Tony Brooks, pilote automobile britannique.
- 6 mai: Gabriel Garran, acteur, réalisateur et metteur en scène français.
- 7 mai : Amadou Soumahoro, homme d'État ivoirien.
- 9 mai :
  - Jody Lukoki, joueur de football néerlandais.
  - Adreian Payne, joueur de basket-ball américain.
- 10 mai :
  - Leonid Kravtchouk, homme d'État ukrainien.
  - Vanessa Arraven, romancière française.

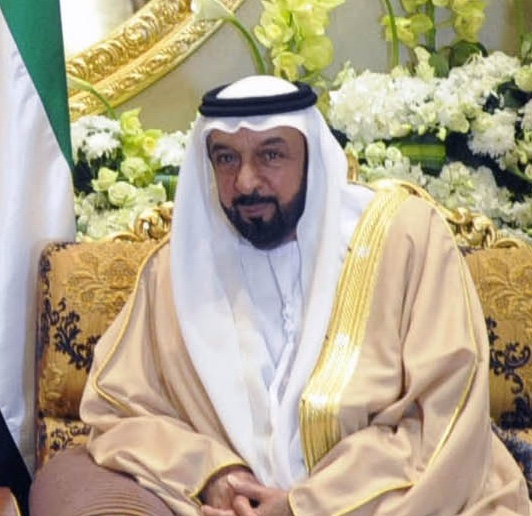
Khalifa ben Zayed Al Nahyane.

- 11 mai : Shireen Abu Akleh, journaliste américano-palestinienne.
- 13 mai :
  - Teresa Berganza, chanteuse lyrique espagnole.
  - Khalifa ben Zayed Al Nahyane, président des Émirats arabes unis.
- 14 mai : Lil Keed, rappeur américain.

- 15 mai : Léon Cligman, industriel et mécène français.
- 17 mai : Vangelis, musicien et compositeur grec de musique électronique, d'ambiance, jazz, pop rock et d'orchestre.
- 18 mai : Faouzi Mansouri, footballeur algérien.
- 21 mai : Jiří Zídek Sr., joueur de basket-ball tchèque.
- 22 mai : Aimé Ngoy Mukena, homme politique congolais (RDC).
- 24 mai : David Datuna, artiste américain d'origine géorgienne.
- 26 mai :
  - Ray Liotta, acteur et producteur de cinéma américain.
  - Andrew Fletcher, musicien et cofondateur du groupe Depeche Mode.
  -  Alan White, batteur de Yes.
- 27 mai : Angelo Sodano, cardinal italien, secrétaire d'Etat du Vatican.
- 28 mai : 
  - Bujar Nishani, homme d'état albanais.
  - Evaristo Carvalho, homme d'État santoméen.
- 30 mai : Boris Pahor, écrivain slovène.

### Juin
- 1er juin : Jean Lèques, homme politique néo-calédonien.
- 2 juin : Uri Zohar, rabbin israélien.
- 4 juin : Serge Diantantu, auteur et dessinateur de bande dessinée congolais.
- 5 juin : Alec John Such, bassiste américain.
- 6 juin : 
  - Jacques Villeglé, plasticien et peintre français.
  - Orlando Jorge Mera, avocat et homme politique dominicain.
- 8 juin : Paula Rego, artiste plasticienne portugaise.
- 9 juin : Julee Cruise, chanteuse américaine.

- 11 juin : 

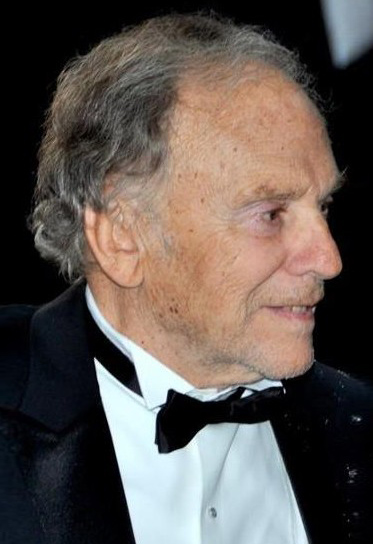
Jean-Louis Trintignant.

  - Bernd Bransch, footballeur international est-allemand.
  - Aurèle Ferlatte, syndicaliste canadien.
- 12 juin : Philip Baker Hall, acteur américain.
- 14 juin : A. B. Yehoshua, écrivain israélien.
- 16 juin : Tim Sale, dessinateur américain.
- 17 juin : Jean-Louis Trintignant, acteur français.
- 20 juin : Sture Allén, professeur suédois en linguistique informatique.
- 21 juin : Alphonse Allain, poète et écrivain en langue normande.
- 22 juin : Yves Coppens, paléontologue français.
- 24 juin : Zhang Sizhi, homme politique chinois.
- 27 juin : Leonardo Del Vecchio, industriel italien.
- 28 juin : Hichem Rostom, acteur tunisien.
- 29 juin : Yehuda Meshi Zahav, militant israélien accusé de viols, maltraitances et détournements de fonds.
- 30 juin : Technoblade, youtubeur Minecraft américain faisant partie de la Dream SMP.

### Juillet

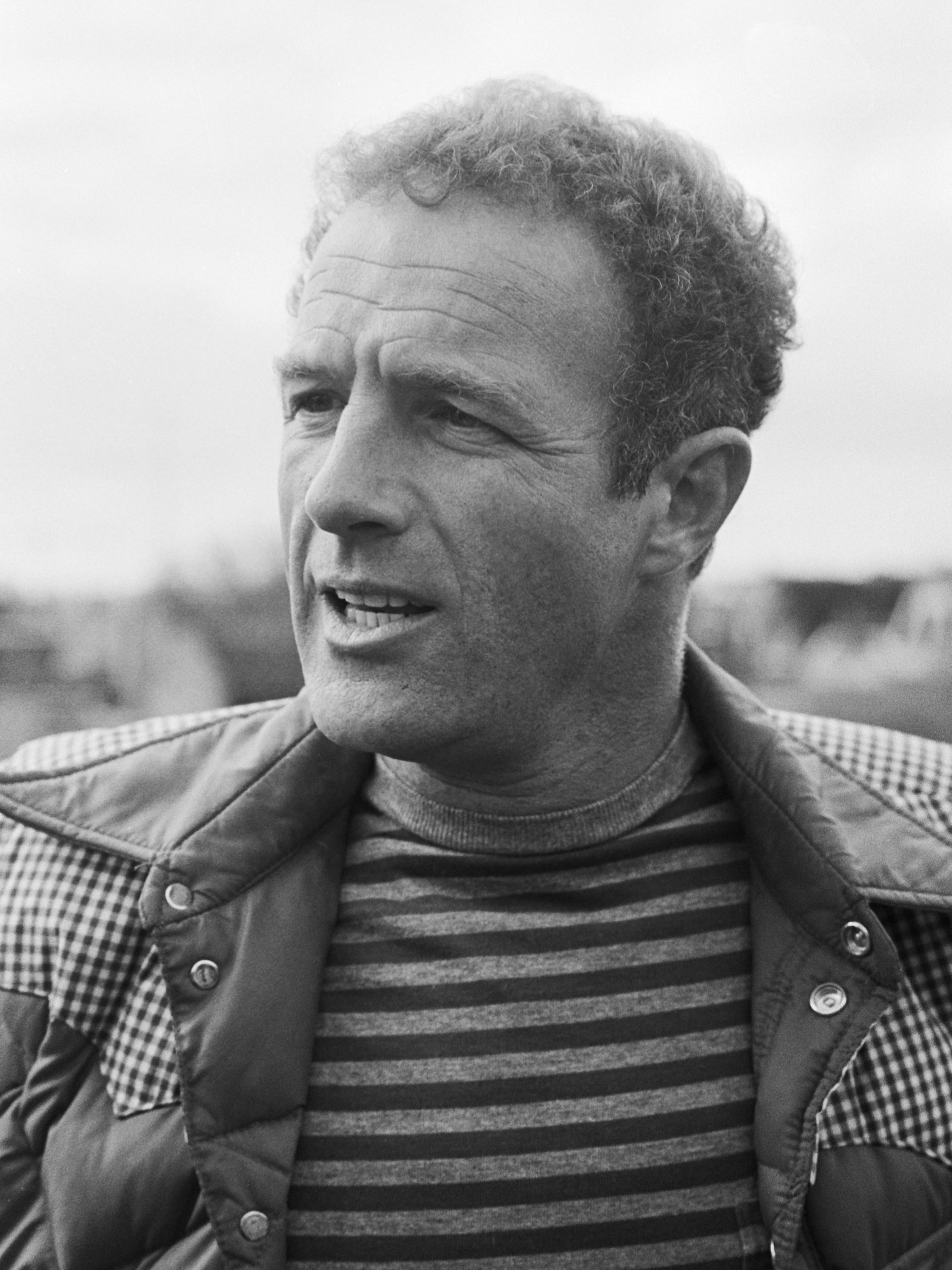
James Caan.

- 2 juillet : Peter Brook, metteur en scène, réalisateur et écrivain britannique.
- 3 juillet : 
  - Robert Curl, chimiste américain et prix Nobel 1996.
  - Clifford Alexander Jr., ancien secrétaire des armées des États-Unis et avocat américain.
- 5 juillet : Mohammed Barkindo, homme politique nigérian.
- 6 juillet : James Caan, acteur américain.

- 8 juillet :

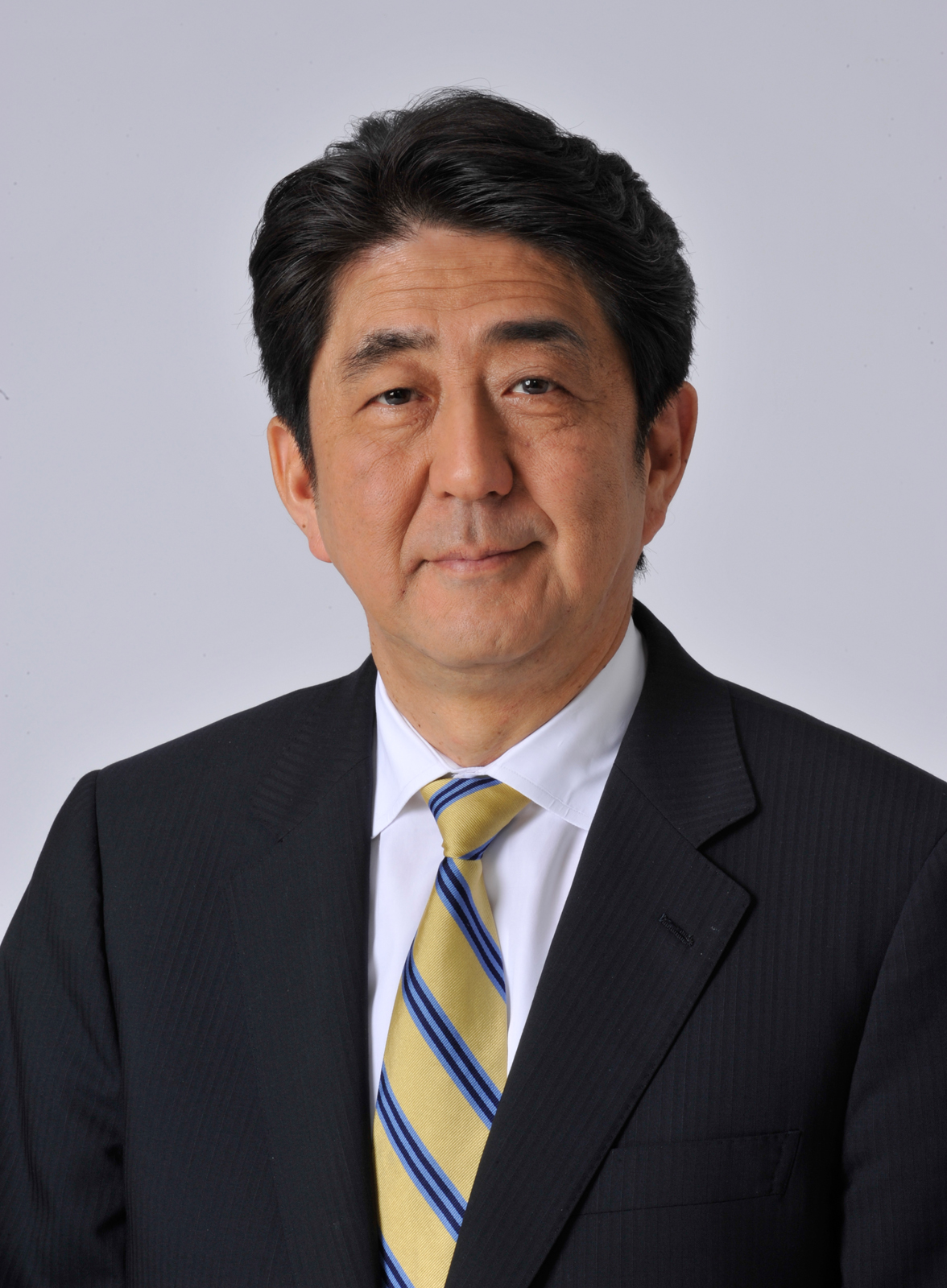
Shinzō Abe.

  - Shinzō Abe, ancien premier ministre japonais.
  - José Eduardo dos Santos, homme d'état et président de l'Angola de 1979 à 2017.
- 10 juillet : 
  - Hirohisa Fujii, homme politique japonais.
  - Chantal Gallia, imitatrice, humoriste

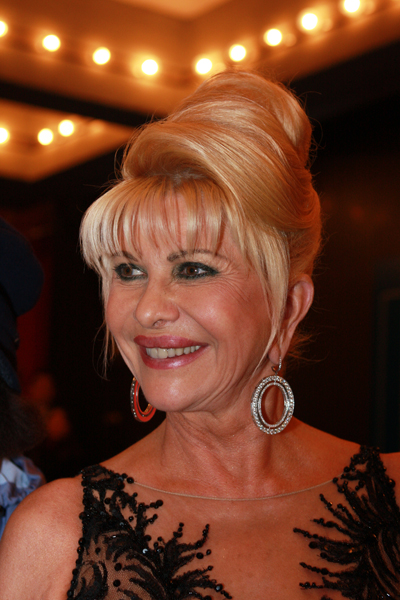
Ivana Trump.

- 11 juillet : José Guirao Cabrera, homme politique et administrateur culturel espagnol.
- 12 juillet : Oliver Lekeaka, commandant séparatiste camerounais.
- 13 juillet : Charlotte Valandrey, comédienne et chanteuse française.
- 14 juillet : Ivana Trump, première épouse du 45e président des États-Unis, mannequin et personnalité mondaine américaine.
- 15 juillet : Luiz de Orleans e Bragança, prince brésilien et prétendant au trône du Brésil.
- 18 juillet : Dani, chanteuse, comédienne, ancien mannequin et meneuse de revue française.
- 19 juillet : Michael Henderson, musicien américain.
- 21 juillet : Uwe Seeler, footballeur allemand.
- 22 juillet : Xavier Richefort, journaliste français.
- 25 juillet : 
  - David Trimble, homme d'État britannique, prix Nobel de la paix en 1998.
  - Paul Sorvino, acteur et cinéaste américain.
- 26 juillet : James Lovelock, chimiste britannique.
- 27 juillet : 
  - Paul Bertrand, évêque catholique français.
  - Bernard Cribbins, acteur britannique.
- 30 juillet : Nichelle Nichols, chanteuse et actrice américaine.
- 31 juillet : 
  - Christophe Izard, homme de télévision français, co-créateur de Casimir et de L'Île aux enfants.
  - Bill Russell, Joueur de basket-ball américain.
  - Ayman al-Zawahiri, terroriste islamiste égyptien, chef d'Al-Qaïda.

### Août
- 3 août : Jackie Walorski , femme politique américaine, représentante des États-Unis pour l’Indiana.
- 6 août : Daniel Lévi, auteur-compositeur-interprète français.

- 7 août : 

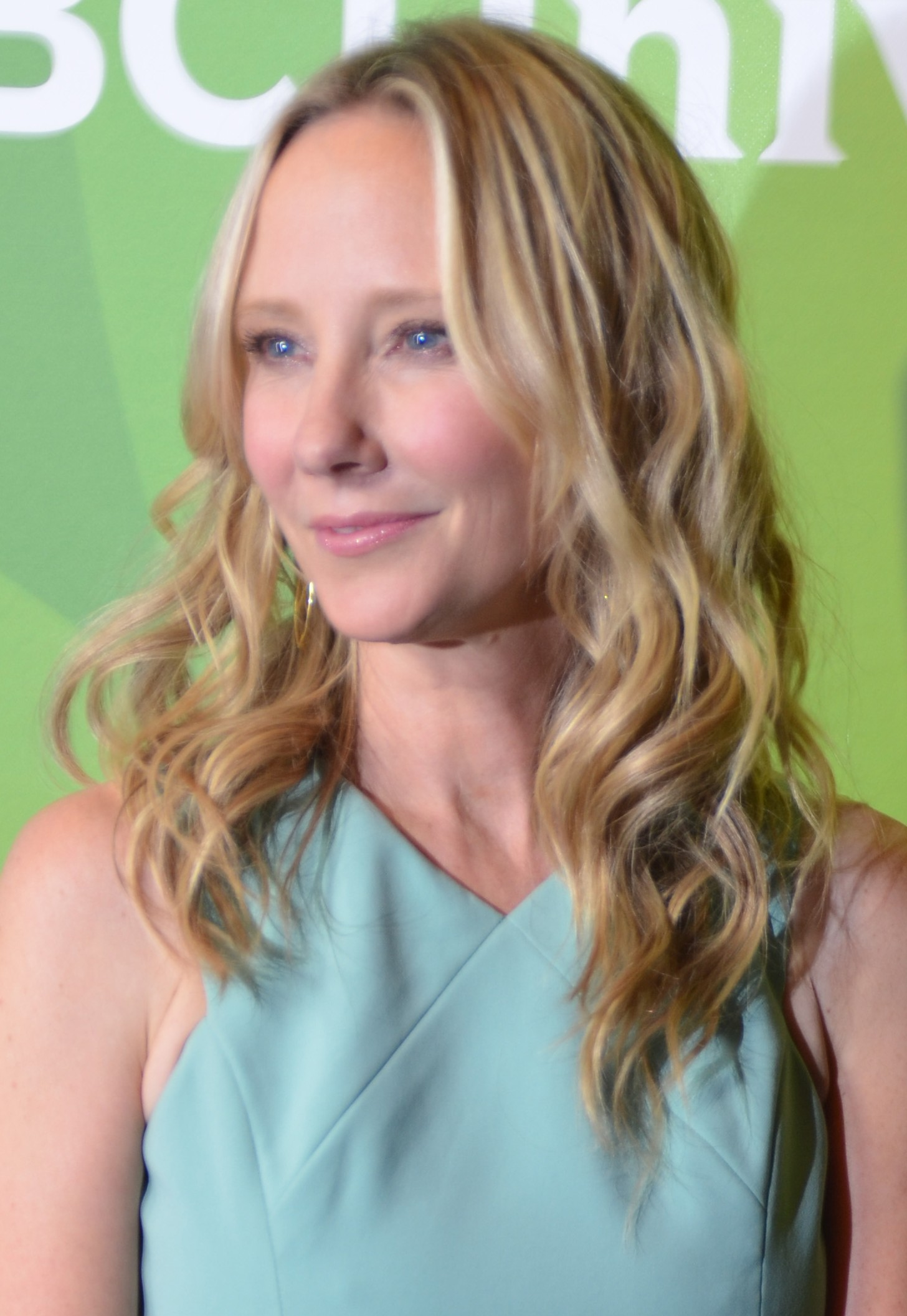
Anne Heche.

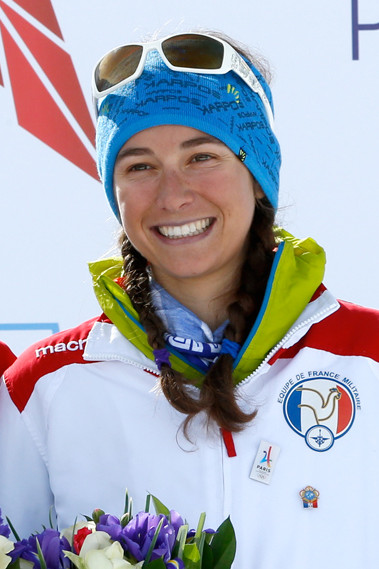
Adèle Milloz.

  - Anatoli Filiptchenko, cosmonaute russe.
  - Roger E. Mosley, acteur américain.
- 8 août : Olivia Newton-John, chanteuse et actrice anglo-australienne.
- 9 août : Raymond Briggs, illustrateur, dessinateur et écrivain anglais.
- 11 août : Jean-Jacques Sempé, dessinateur humoriste français.
- 12 août :
  - Anne Heche, actrice américaine.
  - Wolfgang Petersen, réalisateur allemand.
  - Adèle Milloz, skieuse-alpiniste française.
- 14 août : 
  - Svika Pick, musicien israélien.
  - Déwé Gorodey, femme politique française de Nouvelle-Calédonie.
- 15 août : Christine Authier, chanteuse française.
- 17 août : Yvan Buravan, auteur-compositeur-interprète rwandais.
- 19 août : Tekla Juniewicz, super-centenaire polonaise.

- 20 août : 

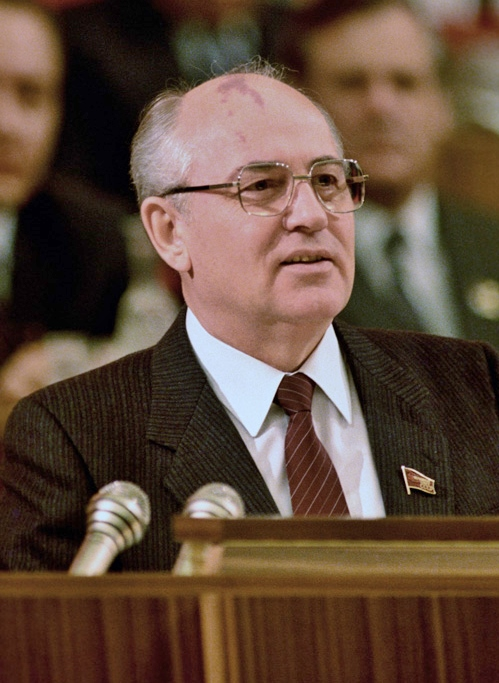
Mikhaïl Gorbatchev.

  - Jonathan Destin, écrivain français.
  - Daria Douguina, journaliste et politologue russe.
- 24 août : Joe E. Tata, acteur américain.
- 25 août : Herman Van Springel, coureur cycliste belge.
- 26 août : Omba Pene Djunga, homme politique congolais.
- 27 août : 
  - Vicenç Pagès i Jordà, conteur et romancier espagnol.
  - Suleiman Kangangi, coureur cycliste kényan.
- 29 août : Charlbi Dean, actrice sud-africaine.
- 30 août : Mikhaïl Gorbatchev, homme d'État soviétique puis russe et dernier président de l’URSS.

### Septembre

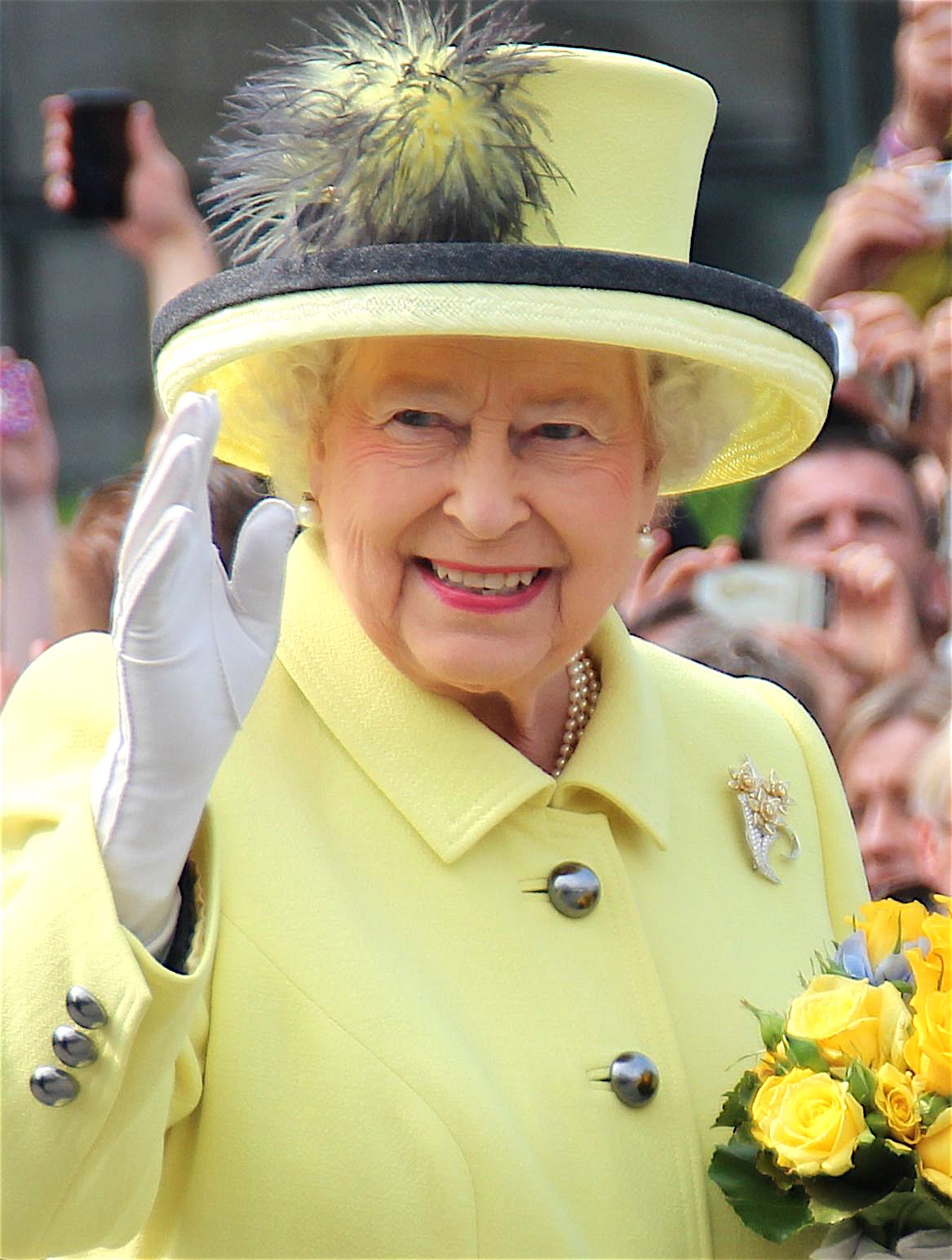
Élisabeth II.

- 1er septembre : Ravil Maganov, homme d'affaires russe.
- 5 septembre : Lars Vogt, pianiste et chef d'orchestre allemand.
- 6 septembre : Marsha Hunt, actrice américaine.
- 8 septembre : Élisabeth II, reine du Royaume-Uni et des autres royaumes du Commonwealth.
- 10 septembre :
  - William Klein, photographe, américain.
  - Josy Andrieu, chanteuse française
- 11 septembre : 
  - John W. O'Malley, prêtre jésuite américain, professeur de théologie et d'histoire ecclésiastique à l'université de Georgetown.
  - Alain Tanner, réalisateur suisse.
- 12 septembre : PnB Rock, rappeur, chanteur et auteur-compositeur américain.
- 13 septembre : 
  - Jean-Luc Godard, réalisateur franco-suisse.
  - Kenneth Starr, juriste américain, ancien juge fédéral à la cour d'appel des États-Unis, avocat général fédéral.
- 14 septembre :
  - Irène Papas, actrice et chanteuse grecque.
  - Bill Pearl, culturiste américain.
- 21 septembre : François Corteggiani, scénariste français de bandes dessinées.
- 22 septembre : Mohamed Sheikh, homme d'affaires homme politique britannique.
- 23 septembre :
  - Louise Fletcher, actrice américaine.
  - Franciszek Pieczka, acteur de théâtre et de cinéma polonais.
- 24 septembre : Pharoah Sanders, saxophoniste américain de jazz.
- 26 septembre : Youssef al-Qaradâwî, théologien, prédicateur et universitaire qatarien.
- 27 septembre : 
  - André van der Bijl, religieux et missionnaires néerlandais.
  - Amadou Ali, homme politique camerounais.
- 28 septembre : Artis Leon Ivey, dit Coolio, rappeur américain.
- 29 septembre : Paul Veyne, historien français.
- 30 septembre : Franco Dragone, metteur en scène belge

### Octobre
- 1er octobre : Antonio Inoki, personnalité politique japonaise.
- 2 octobre : Éder Jofre, boxeur brésilien.
- 3 octobre : Kim Jung Gi, illustrateur sud-coréen.
- 4 octobre : Loretta Lynn, auteur-compositrice-interprète américaine de musique country.
- 6 octobre : 
  - Jody Miller, chanteuse américaine.

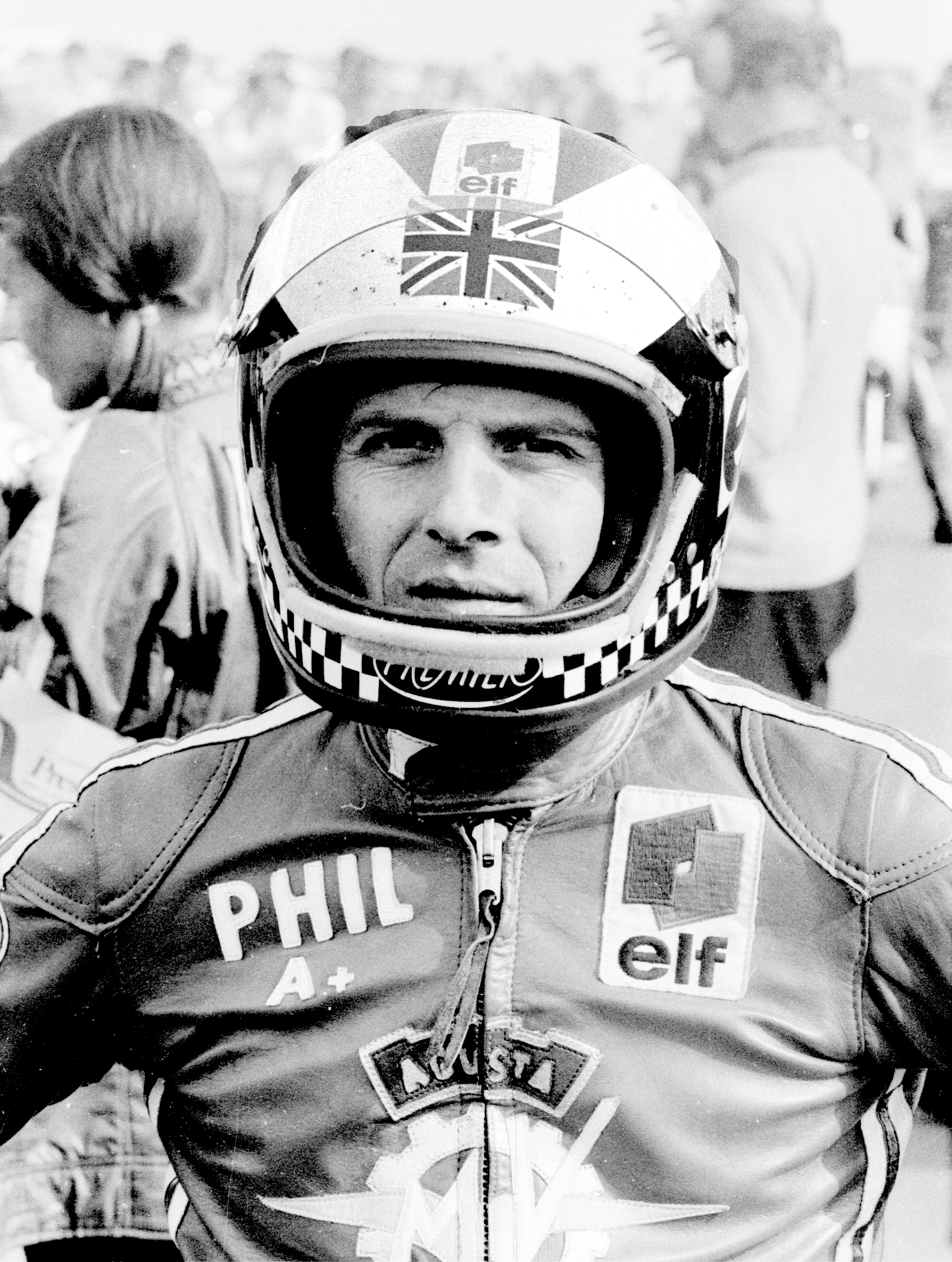
Phil Read.

- - Phil Read, pilote britannique de vitesse moto.
- 9 octobre : 
  - Bruno Latour, sociologue, anthropologue et philosophe des sciences français.
  - Eileen Ryan, actrice américaine.
- 11 octobre : Angela Lansbury, actrice britannico-irlando-américaine.
- 13 octobre : Verckys Kiamuangana Mateta, compositeur congolais (RDC).
- 14 octobre : Robbie Coltrane, acteur britannique.
- 15 octobre : Michael Benjamin, chanteur, compositeur et producteur de musique haïtien.
- 18 octobre :

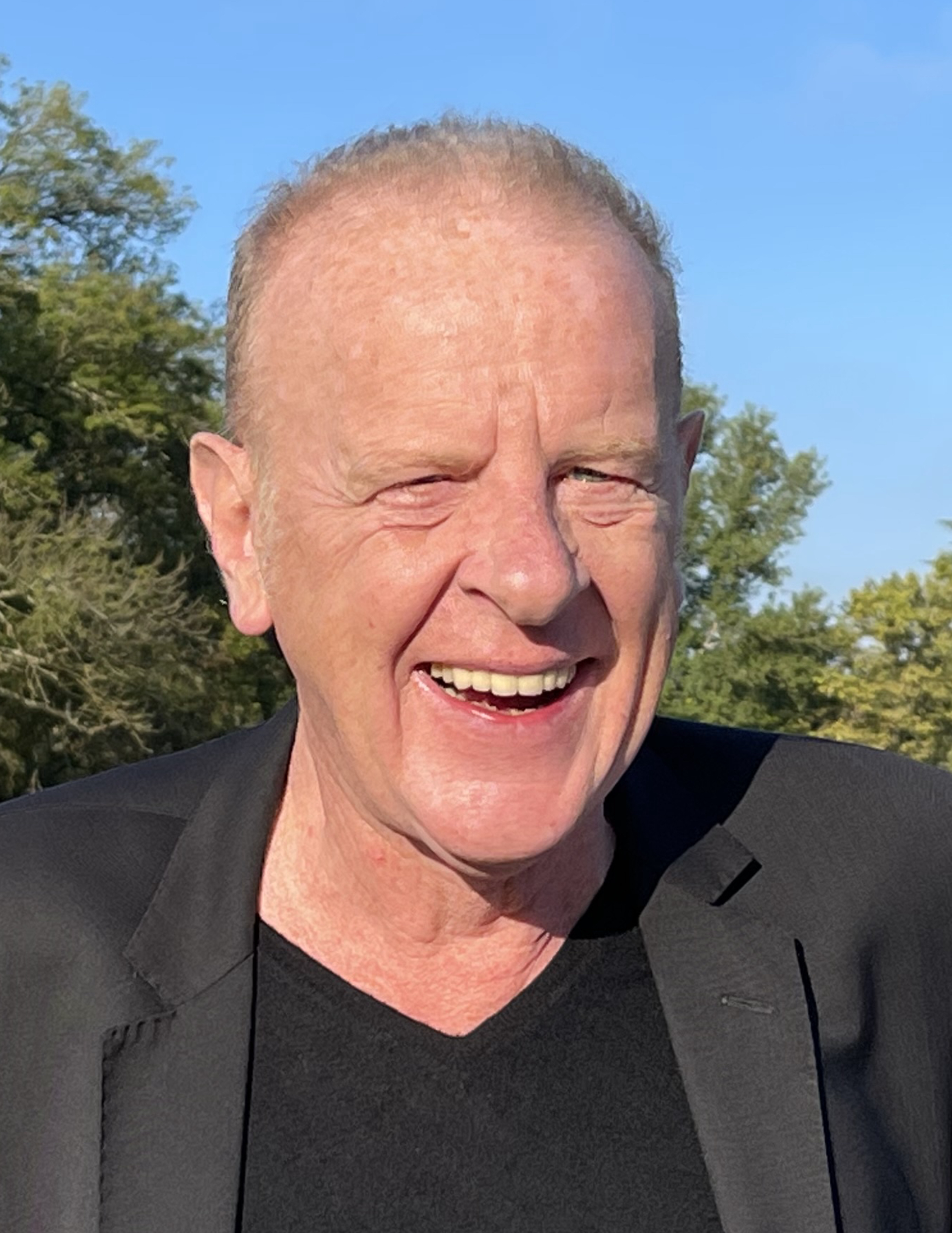
Jean Teulé.

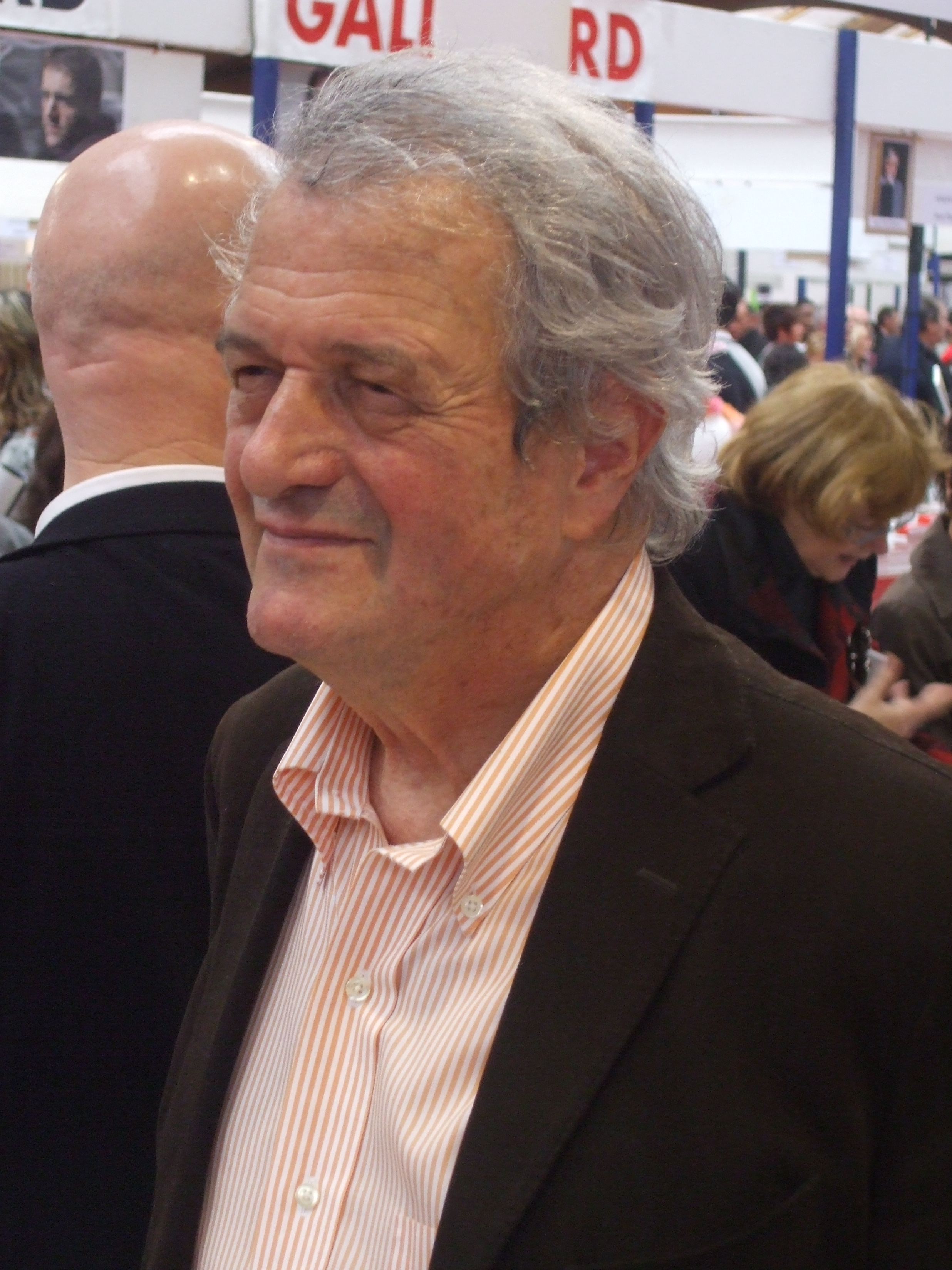
Philippe Alexandre.

- - Charles Duncan, Jr., homme politique américain.
  - Jean Teulé, romancier et auteur de bandes dessinées français
- 20 octobre : Ron Masak, acteur américain.
- 21 octobre : Luv Resval, rappeur et chanteur français.
- 22 octobre : Dietrich Mateschitz, homme d'affaires autrichien.
- 24 octobre : Leslie Jordan, acteur américain.
- 25 octobre : Othman Battikh, universitaire, religieux et homme politique tunisien.
- 26 octobre : 
  - Mike Birch, navigateur canadien.
  - Pierre Soulages, peintre et graveur français.
- 27 octobre : Maurice Olender, historien belge.
- 28 octobre : Jerry Lee Lewis, chanteur-pianiste américain.
- 30 octobre : Rosemarie Köhn, théologienne et pasteur norvégienne.
- 31 octobre : Philippe Alexandre, journaliste et écrivain français.

### Novembre
- 1er novembre : Takeoff, rappeur américain.
- 2 novembre : Mauro Forghieri, ingénieur italien, concepteur de voitures de course, directeur technique de la Scuderia Ferrari en Formule 1 pendant plus de 20 ans.
- 3 novembre : Nicole Josy, chanteuse belge.
- 5 novembre : Aaron Carter, chanteur, compositeur et acteur américain.
- 6 novembre : Edward C. Prescott, économiste américain et prix Nobel d'économie 2004.
- 7 novembre : Leslie Phillips, acteur et producteur britannique.
- 9 novembre : Gal Costa, chanteuse brésilienne.
- 10 novembre : 
  - Henri Anglade, coureur cycliste français.
  - Hervé Télémaque, artiste peintre français d'origine haïtienne.
- 12 novembre : Mehran Karimi Nasseri, réfugié iranien en Europe ayant inspiré de nombreux films.
- 16 novembre : Robert Clary, acteur français déporté et survivant de la Shoah.
- 19 novembre : Jason David Frank, acteur américain et combattant d'arts martiaux mixtes.
- 20 novembre : Jean-Marie Straub, cinéaste français.
- 21 novembre : Jacquette Reboul, poétesse et essayiste française.
- 23 novembre : Christian Bobin, écrivain et poète français.
- 25 novembre : Irene Cara, actrice, chanteuse, parolière et compositrice américaine.
- 26 novembre : Vladimir Makeï, diplomate biélorusse.
- 27 novembre : Audrey Eagle, illustratrice botanique néo-zélandaise.
- 28 novembre : Clarence Gilyard, acteur, producteur et réalisateur américain.
- 29 novembre : Aline Kominsky-Crumb, autrice de bandes dessinées américaine.
- 30 novembre :
  - Davide Rebellin, coureur cycliste italien.
  - Christiane Hörbiger, comédienne autrichienne
  - Christine McVie, chanteuse du groupe Fleetwood Mac.
  - Jiang Zemin, homme d'État chinois.
  - Georges Groine, pilote de camion en rallye-raid et team manager français.

### Décembre

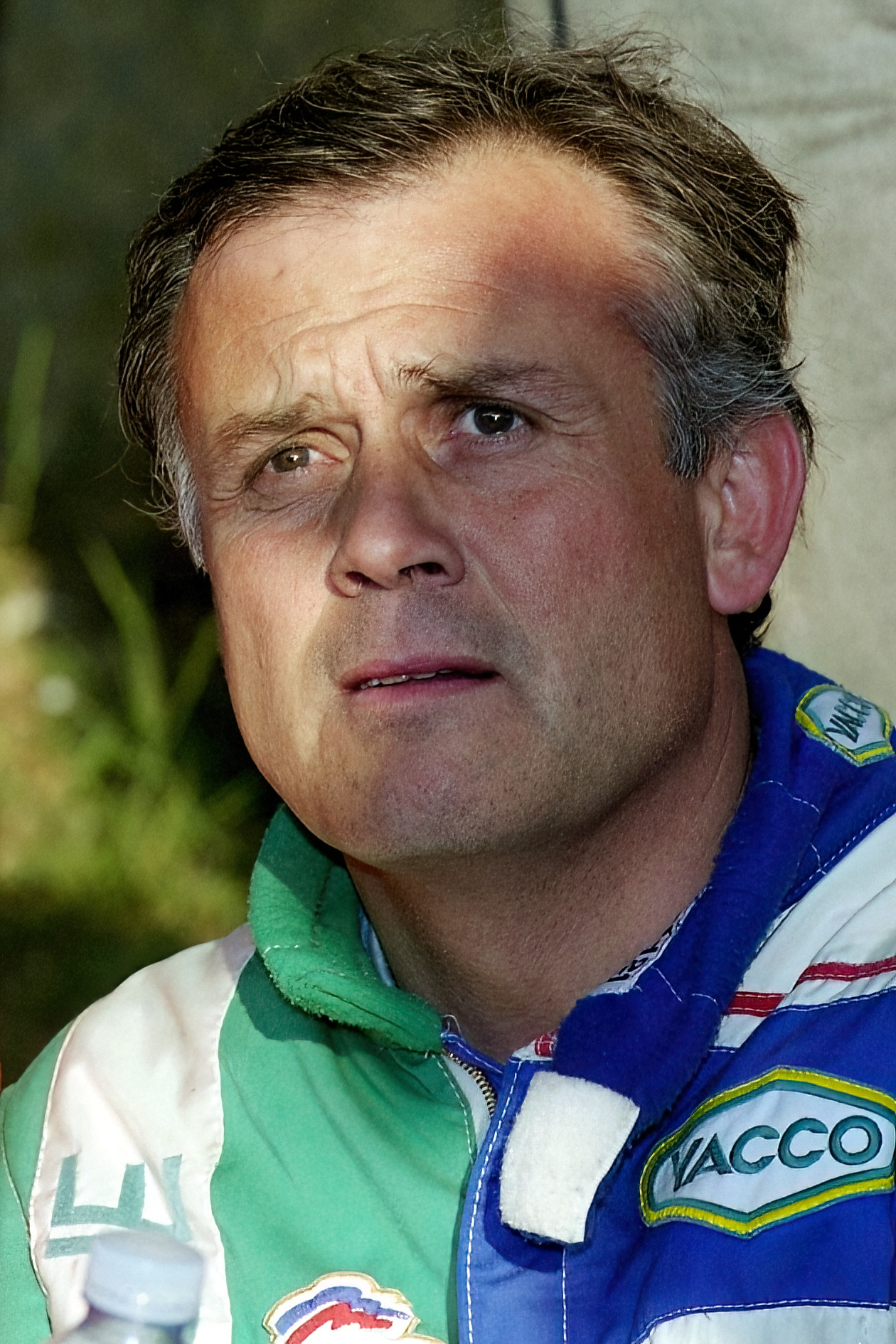
Patrick Tambay.

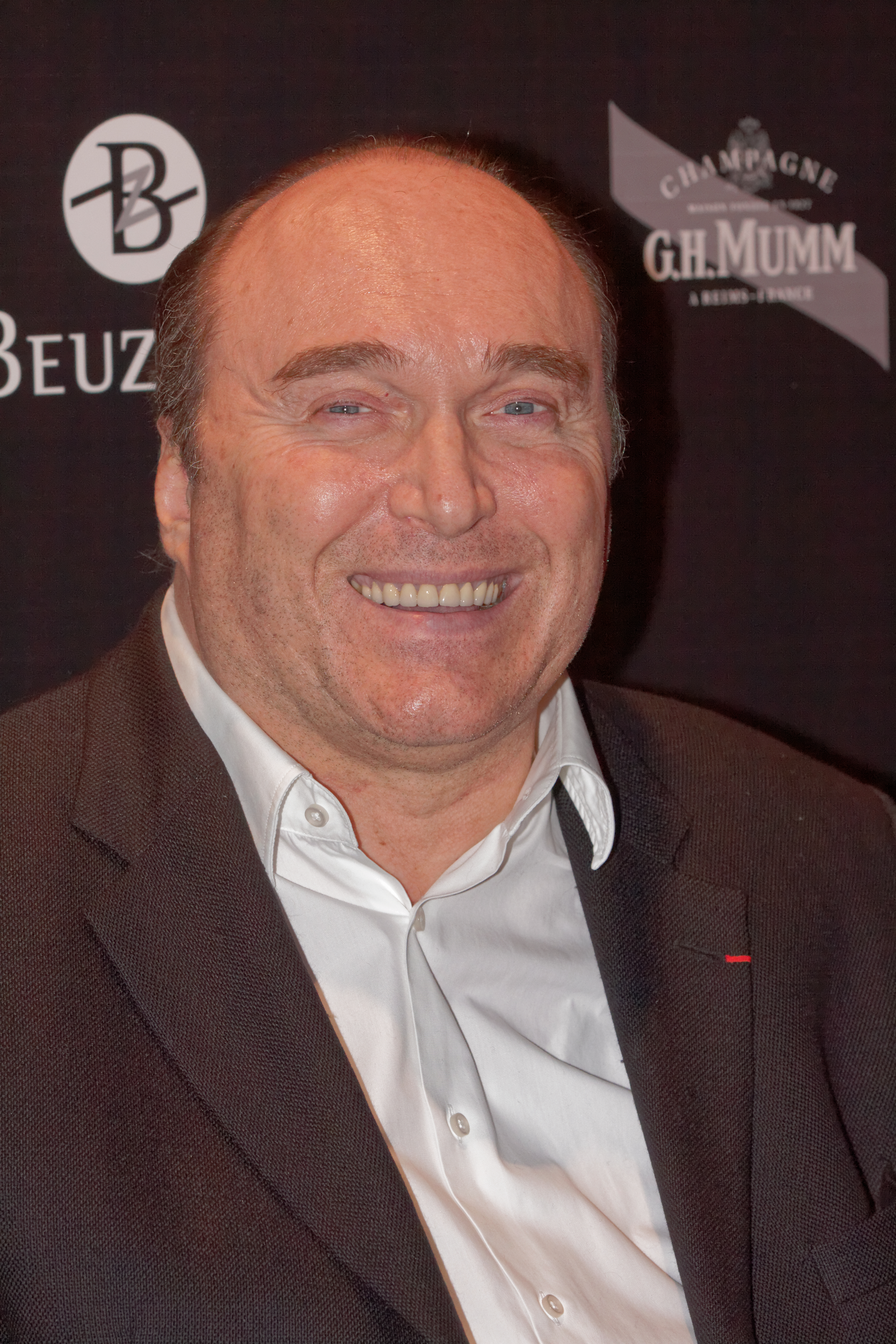
Philippe Streiff.

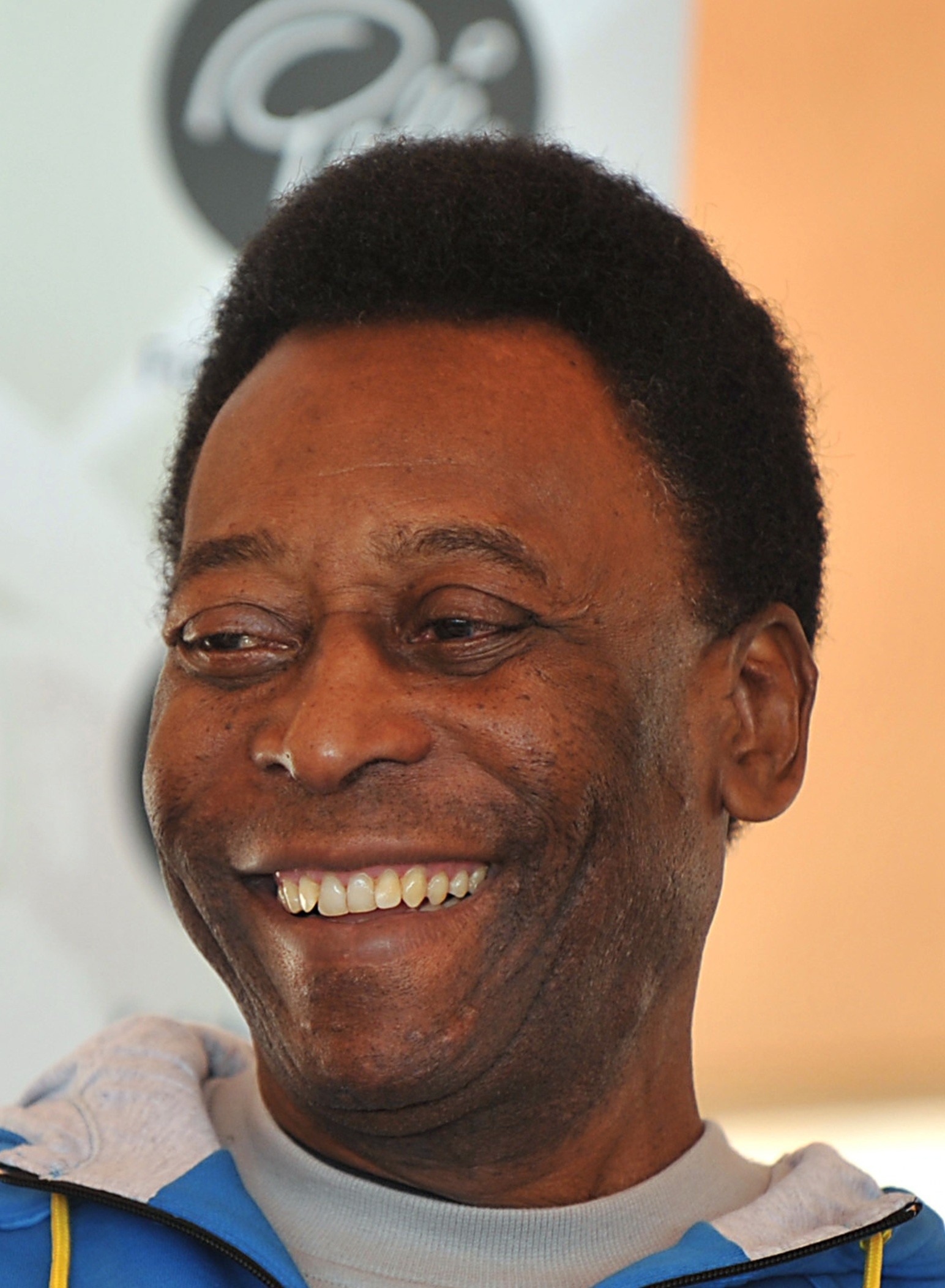
Pelé.

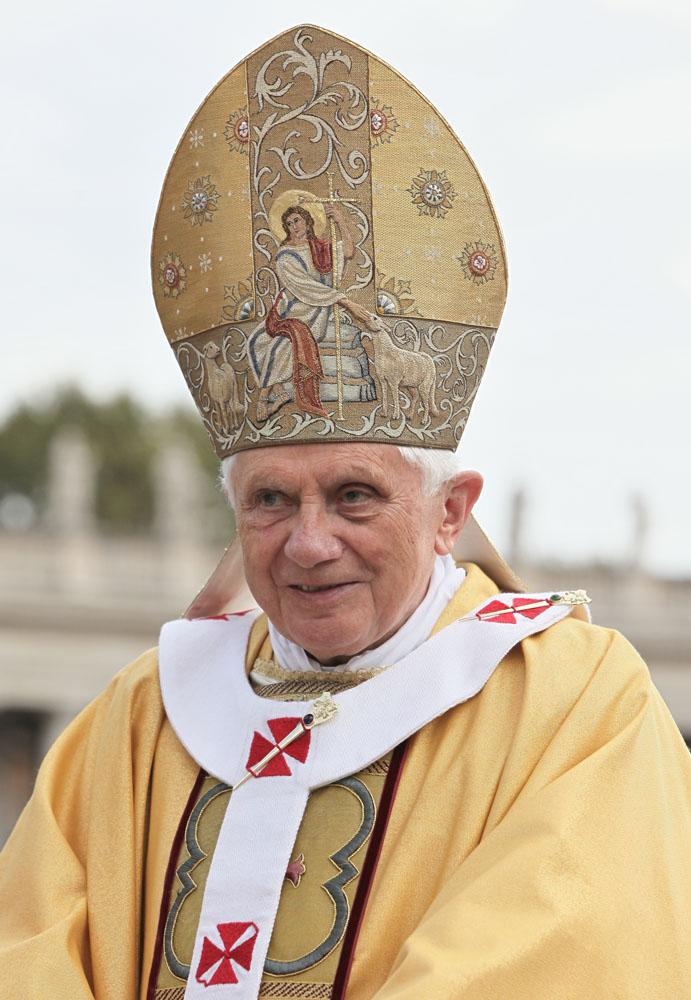
Benoît XVI.

- 1er décembre : Mylène Demongeot, actrice et productrice française.
- 4 décembre :
  - Dominique Lapierre, écrivain français.
  - Patrick Tambay, pilote de Formule 1 français.
- 5 décembre : 
  - Kirstie Alley, actrice américaine.
  - Georges Caudron, acteur, chanteur et directeur artistique français.
- 7 décembre : Jacques Ciron, acteur français.
- 8 décembre : Yoshishige Yoshida, dit Kiju Yoshida, cinéaste japonais.
- 11 décembre : 
  - Walter Bénéteau, coureur cycliste français.
  - Angelo Badalamenti, compositeur et arrangeur musical américain.
- 12 décembre : Claude Mossé, historienne française de la Grèce antique.
- 13 décembre : David Ramsbotham, militaire et homme politique britannique.
- 15 décembre : Veronica Linklater, femme politique britannique.
- 16 décembre :
  - Siniša Mihajlović, ancien footballeur et entraîneur serbe.
  - Jean-Paul Corbineau, auteur compositeur interprète, membre fondateur du groupe Tri Yann.
- 17 décembre : Mike Hodges, producteur, réalisateur et scénariste britannique.
- 22 décembre : Big Scarr, rappeur américain.
- 23 décembre : 
  - George Cohen, ancien footballeur anglais.
  - Philippe Streiff, pilote de Formule 1 français.
  - Emine Kara, combattante et militante kurde.
- 25 décembre : Françoise Bourdin, écrivaine française.
- 28 décembre : 
  - Linda de Suza, chanteuse franco-portugaise.
  - Italo Bettiol, réalisateur italien de films d'animation, créateur de Pépin la bulle, Chapi Chapo, Albert et Barnabé.
- 29 décembre : 
  - Pelé, footballeur brésilien, seul joueur triple vainqueur de la Coupe du monde (1958, 1962, 1970).
  - Maximilien de Bade, prétendant au trône de Bade.
  - Vivienne Westwood, styliste britannique.
  - Tony Vaccaro, photographe et photojournaliste de guerre américain, célèbre pour ses photographies de la Seconde guerre mondiale.
- 30 décembre : Barbara Walters, animatrice de télévision américaine
- 31 décembre : 
  - Benoît XVI, pape émérite de l’église catholique.
  - Anita Pointer, chanteuse de disco et de soul américaine, membre du groupe The Pointer Sisters.